# Деснос, Робер
Робе́р Десно́с (Дено, Денос; фр. Robert Desnos; 4 июля 1900, Париж — 8 июня 1945, концлагерь Терезин) — французский поэт, писатель и журналист.

## Биография и творчество
Робер Деснос родился 4 июля 1900 года в Париже. Вырос в старом парижском квартале Сен-Мерри, на всю жизнь сохранив вкус к арго, уличным песенкам, ярмарочным зрелищам, граффити и т. п. Первые поэтические произведения Десноса были опубликованы в 1917 году. В это время он познакомился с Бенжаменом Пере, который представил его парижским дадаистам (Тристан Тцара, Андре Бретон, Поль Элюар, Филипп Супо, Макс Эрнст и Франсис Пикабиа). В 1919 году, работая колумнистом в одной из парижских газет, Деснос стал активным членом сюрреалистической группы, работал в журнале «Сюрреалистическая революция» (12 номеров 1924—1929). Отличался чрезвычайными способностями к трансу и «автоматическому письму». Сблизился с Батаем. После разрыва с сюрреалистами продолжал работать журналистом в прессе, где писал о кино и джазе, и на радио, где создал радиосериал о Фантомасе.
С 1940 года участвовал во французском Движении Сопротивления, публиковался под различными псевдонимами. Был арестован гестапо 22 февраля 1944 года, прошёл несколько концентрационных лагерей, в том числе Бухенвальд, писал и там стихи, которые были утеряны. После освобождения из лагеря Терезин умер от тифа в освобождённой Чехословакии. Похоронен на кладбище Монпарнас в Париже.

## Оценка творчества
М. Яснов отмечает: «Деснос в своей работе с языком декларировал бессмыслицу как основу для разрушения логических, то есть стандартных, норм и одновременно создал, в частности, уникальный текст „Рроз Селави“, построенный на четко продуманном соединении традиционных афоризмов и максим, поданных в виде виртуозных каламбуров и подчиненных внутренней логике поэтической игры…».
Элюар писал про него: «Из всех поэтов, которых я знал, Деснос был самым непосредственным, самым свободным, он был поэтом, неразлучным с вдохновением, он мог говорить, как редко кто из поэтов может писать. Это был самый смелый изо всех…»
На стихи Десноса писали музыку Витольд Лютославский, Франсис Пуленк, Анри Дютийё.

## Сочинения
- Langage cuit (1923)
- Deuil pour deuil (1924)
- La Liberté ou l’Amour (1927, запрещена цензурой)
- Les Ténèbres (1927)
- Comment le chameau acquit sa bosse (1928)
- Corps et biens (1930)
- Sans cou (1934)
- Fortunes (1942)
- État de veille (1943)
- Le vin est tiré (1943)
- Contrée (1944)
- Le Bain avec Andromède (1944)
- Chantefables et chantefleurs (1970, посмертно)
- Destinée arbitraire (1975, посмертно)
- Nouvelles-Hébrides et autres textes (1978, посмертно)

## Сводные издания
- Œuvres. Paris: Gallimard, 1999 (дополн и исправл. изд. — 2003, 2011).

## Публикации на русском языке
- [Стихи] // Тень деревьев. Стихи зарубежных поэтов в переводе Ильи Эренбурга. М.: Прогресс, 1969. С. 179—180.
- Стихи / Пер. М. Кудинова. М.: Художественная литература, 1970. 208 с.
- [Стихи] // Семь веков французской поэзии в русских переводах. СПб: Евразия, 1999. С. 607—608.
- Стихи // Урал. — 2002. — № 6. / Пер. Н. Сухачёва
- Поэзия французского сюрреализма. СПб.: Амфора, 2003. С. 161—186.
- Небеса Констебля. Знаки на стене // Пространство другими словами: Французские поэты XX века об образе в искусстве. СПб: Издательство Ивана Лимбаха, 2005. С. 103—111.